# Epydemye
Epydemye (dříve Epy de Mye) je česká folková a folkrocková kapela. Vystupuje jako trio se dvěma kytarami a kontrabasem, nebo jako kvarteto navíc s bicími.

## Historie a popis
Skupina vznikla v roce 2005 jako akustické trio kolem kytaristy a písničkáře Jana Přesličky, který dříve působil ve folkové skupině Bonsai č. 3. Původní složení skupiny bylo Jan Přeslička (kytara, zpěv), Lukáš Kazík (kytara, zpěv) a Lucie Cíchová (kontrabas, zpěv, průvodní slovo). Na bicí soupravy hraje David Landštof nebo Tomáš Hobzek, jako další host s kapelou vystupuje kytarista Josef Štěpánek.
V roce 2006 získala cenu, interpretační portu, na festivalu Porta, tuto cenu obhájila i v roce 2007. V roce 2008 skupina natočila debutovou desku Stopy nezmizí. V roce 2012 skupina získala 4. místo v žánrových cenách Anděl za desku Maso!. Vystoupila také na rockových a multižánrových festivalech, například na Votvíráku nebo Rock for People.
V roce 2015 skupina natočila monotematickou desku Kotlina, jedenácti příběhů z české kotliny 20. století. Písně jsou věnované osobnostem českých dějin, jako jsou např. Milada Horáková, Jan Palach, Adolf Opálka, Josef Mašín, Josef Balabán či Karel Čurda. Album zvítězilo v žánrové kategorii Folk a country v Cenách Anděl 2015 a stalo se Albem roku 2015 v Rádia Proglas.
K albu a písni Milé děti Epydemye vydala svůj třetí videoklip, natočený v Týně nad Vltavou, odkud kapela pochází. Na jaře 2021 během pandemie covidu-19 uspořádali pro kolemjdoucí koncert na střeše vltavotýnské sokolovny. V září 2021 zemřel po delších zdravotních problémech zakládající člen Lukáš Kazík.
V roce 2021 skupina vydala album Prosklený nebe. Název odkazuje na nevšední kostel v Neratově, kde kapela čerpala inspiraci pro toto album.
Dne 5.4.2025 pokřtila skupina Epydemye v Praze v palaci Akropolis nové album Dosebe. Bylo natočeno pod producentským dohledem Yardy Helešice ve studiích Svárov a Barrandov Sound. „Tentokrát nám šlo o zachycení syrové koncertní energie a společné chemie, o co největší autentičnost. Proto jsme po dlouhé době natáčeli všichni společně, jako bychom hráli živý koncert. Díky spolupráci s producentem Yardou Helešicem se podařilo ve studiu vytvořit atmosféru, která nám dodala potřebný klid a důvěru,“ popisuje kapela, kterou si posluchači nejčastěji spojují s energickými koncerty a texty se společenskými nebo historickými tématy. Tentokrát se autoři písní ponořili více “do sebe”, texty jsou osobní, někdy čistě autobiografické, jindy hledající smysl života. K pilotnímu singlu Stříbrné plátno natočila Epydemye videoklip. Dosebe je v pořadí šesté album vydané ve dvacátém roce působení kapely.

## Diskografie

### Epy de Mye
- Stopy nezmizí (2008)
- Maso! (2011)

### Epydemye
- Kotlina (2015)
- Milé děti (2019)
- Prosklený nebe (2021)
- Dosebe (2025)

## Další fotografie

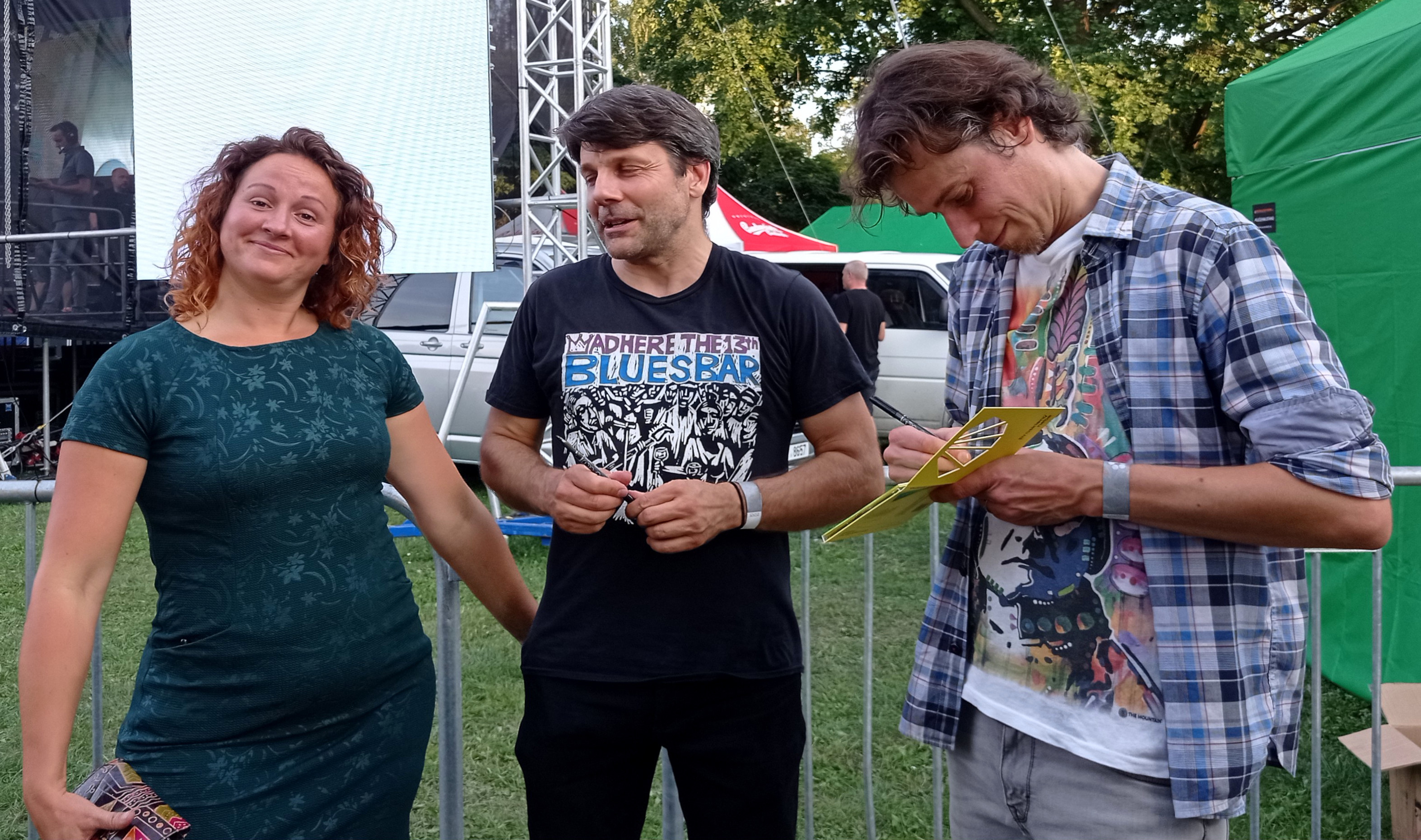
L. Vlasáková, J. Přeslička a M. Vlasák
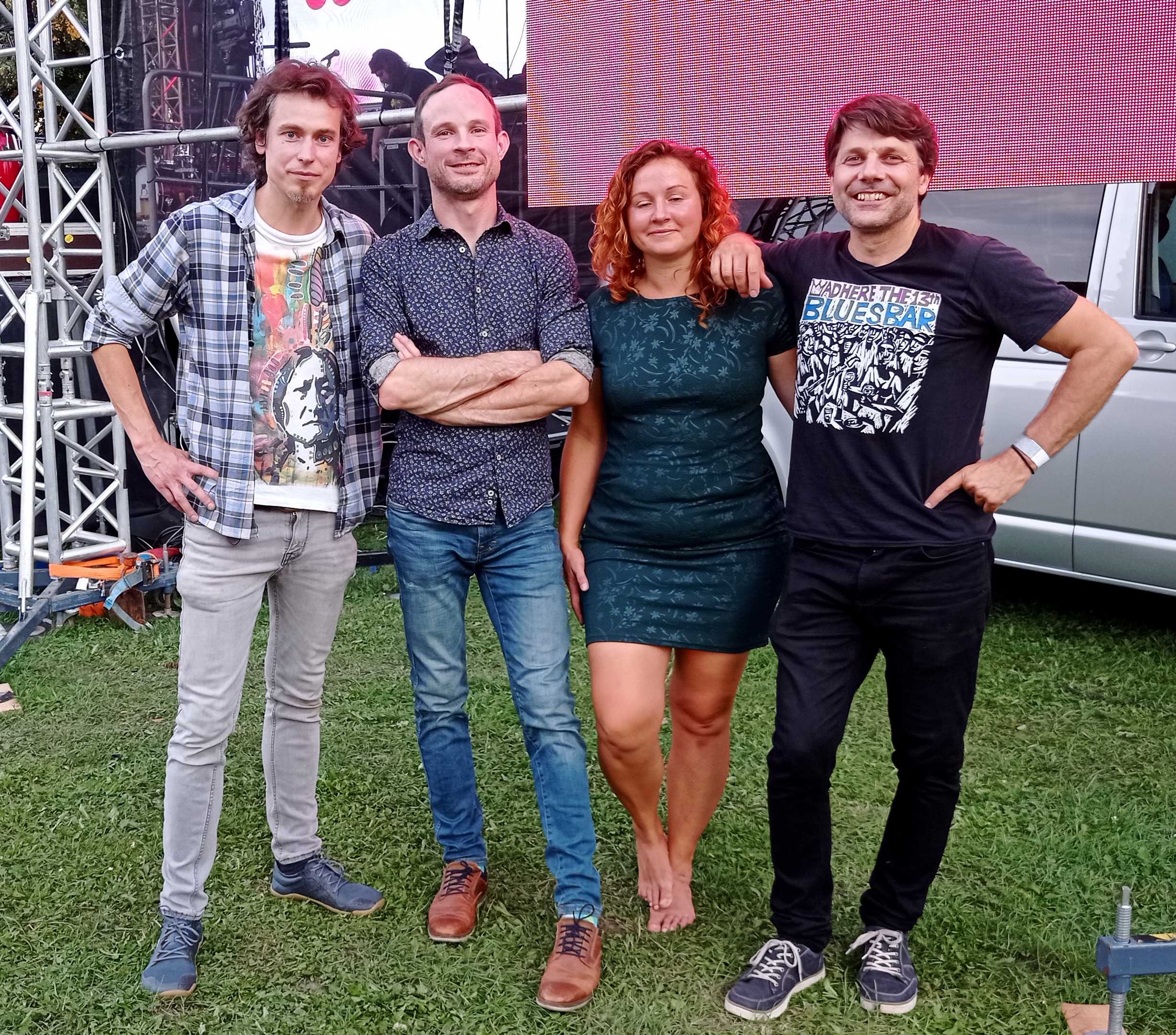
S bubeníkem T. Hobzekem
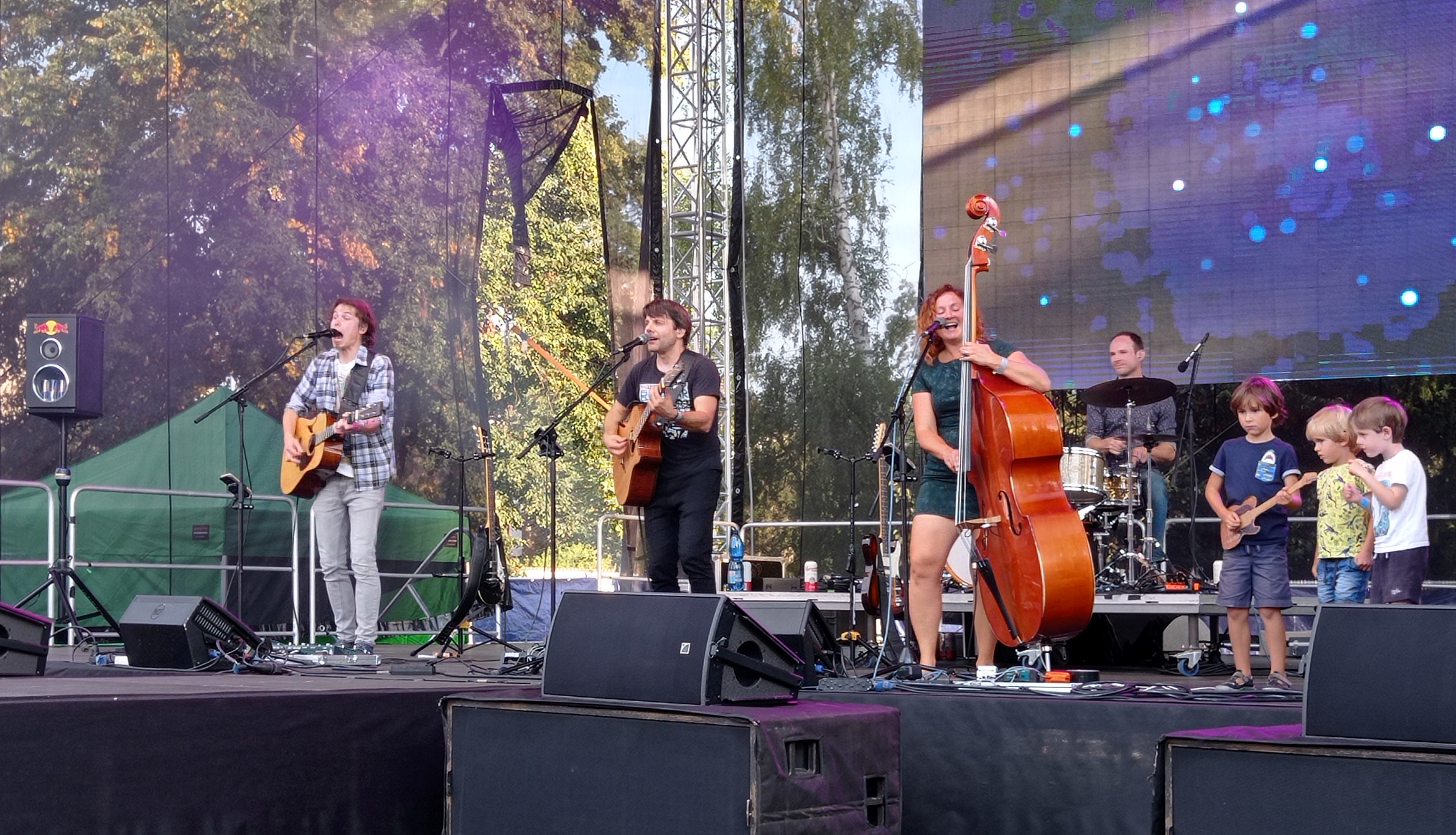
Koncert k výročí 30 let Jihočeské univerzity